# Scudo italiano
Lo scudo italiano, detto anche scudo a testa di cavallo, è caratterizzato dalla presenza di sette o nove sporgenze, due superiori, quattro o sei ai lati e una in punta.
È una forma molto usata nei monumenti, particolarmente in Italia, ma compare più raramente nelle armi familiari.

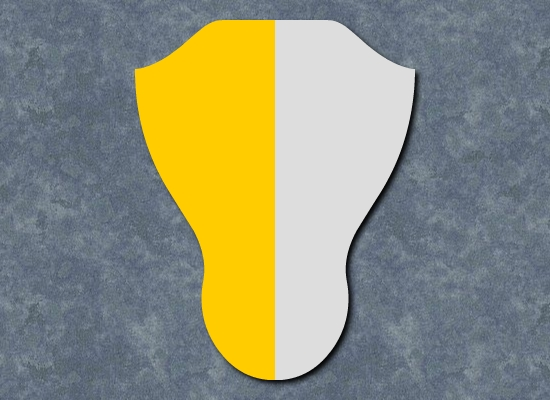
Partito d'oro e d'argento
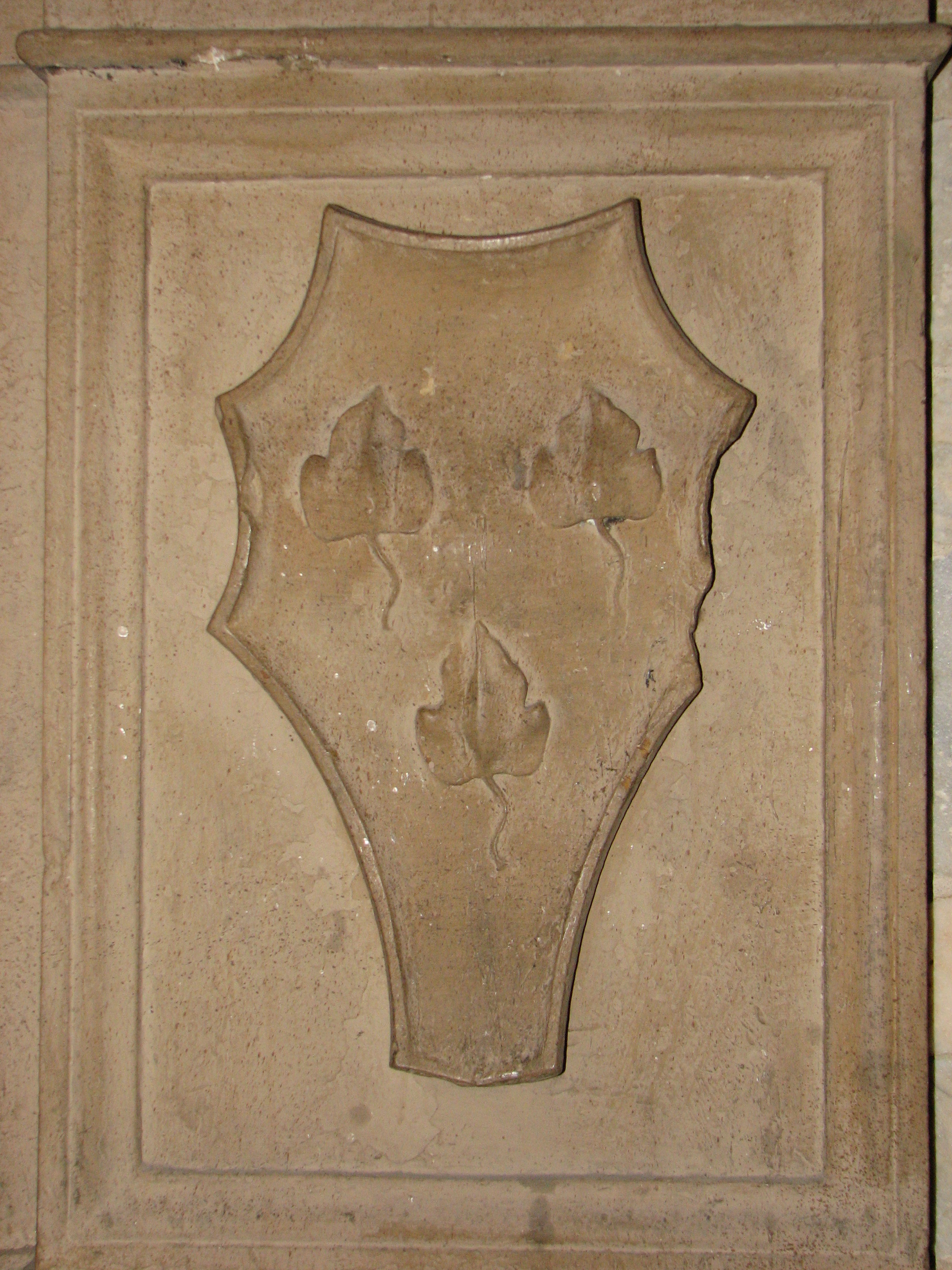
scudo a testa di cavallo
Stemma dell'Arma dei Carabinieri
Bandiera italiana in uno scudo italiano.
Stemma di Jesi